# Ranunculus biternatus
Ranunculus biternatus är en ranunkelväxtart som beskrevs av James Edward Smith. Ranunculus biternatus ingår i släktet ranunkler, och familjen ranunkelväxter. Inga underarter finns listade i Catalogue of Life.